# Податковий контроль
Податковий контроль — це система заходів, що вживаються контролюючими органами з метою контролю правильності нарахування, повноти і своєчасності сплати податків і зборів, а також дотримання законодавства з питань регулювання обігу готівки, проведення розрахункових та касових операцій, патентування, ліцензування та іншого законодавства, контроль за дотриманням якого покладено на контролюючі органи.
Податковому контролю, як різновиду державного контролю, характерна наявність всіх суттєвих властивостей останнього. В той же час, йому властиві деякі специфічні риси, які полягають в особливостях його об'єкта та предмета, суб'єктів контролю та підконтрольних осіб, функцій та завдань, а також видів та способів.
Суб'єктами податкового контролю виступають державні органи спеціальної компетенції. В повному об'ємі здійснювати податковий контроль вправі органи державної податкової служби. Окремими контрольними повноваженнями в сфері оподаткування наділені також митні органи.
Підконтрольними суб'єктами є будь-які юридичні особи, їх філії, відділення, інші відокремлені підрозділи, що не мають статусу юридичної особи, а також фізичні особи, які беруть участь у податкових правовідносинах як платники податків чи особи, що сприяють сплаті податків (податкові агенти, банки).
Об'єктом податкового контролю є фінансово-господарська діяльність вказаних осіб, предметом — бухгалтерські книги, звіти, плани, рахунки, декларації, накладні та інші документи пов'язані з обчисленням та сплатою податків та зборів до бюджетів всіх рівнів. Перелік документів, що так чи інакше пов'язані з оподаткуванням є надзвичайно широким. До них належать різного роду накази керівників та звіти працівників, цивільно-правові та трудові договори, установчі документи, банківські виписки та інші.
До основних функцій податкового контролю можна віднести наступні:
- облікову — забезпечує облік платників податків, предметів оподаткування, належних платежів бюджетам і цільовим державним фондам;
- профілактичну — забезпечує припинення та профілактику правопорушень в податковій сфері;
- інформаційну — слугує джерелом інформації для прийняття управлінських рішень;
- мобілізуючу — за підсумками податкового контролю дозволяє збільшити надходження до бюджетів та цільових державних фондів.

Принципами податкового контролю є: законність; превентивність; всезагальність, повнота та єдність податкового контролю; планомірність (регулярність, систематичність); об'єктивність, обґрунтованість та достовірність результатів; пріоритет захисту прав та інтересів платників податків; дотримання податкової таємниці; недопущення спричинення неправомірної шкоди; документальна фіксація результатів податкового контролю та інші. Важливе значення при визначенні принципів податкового контролю відіграє Лімська декларація керівних принципів контролю, прийнята на ІХ Конгресі Міжнародної організації вищих органів фінансового контролю в 1977 році.
Податковий контроль як елемент управління вирішує декілька завдань:
- по-перше, це контроль за фінансовою та господарською діяльністю суб'єктів у зв'язку з оподаткуванням;
- по-друге, це регламентована нормами права діяльність владних та зобов'язаних осіб, пов'язана з формуванням публічних грошових фондів за рахунок надходжень від податків та зборів;
- по-третє, це засіб забезпечення законності у сфері оподаткування.

При реалізації завдань податкового контролю, на їх основі формуються напрямки податкового контролю, під якими розуміють відносно відокремлені сфери контрольної діяльності, що охоплюють однорідні за своїм змістом дії платників податків та інших зобов'язаних осіб по виконанню покладених на них обов'язків в сфері оподаткування. Виділяють наступні напрямки податкового контролю: облік організацій та фізичних осіб; податковий контроль за своєчасністю сплати податків та зборів; податковий контроль за правильністю обчислення та повнотою сплати, належним обліком; податковий контроль за законністю використання податкових пільг; податковий контроль за своєчасністю та правильністю утримання сум податків податковими агентами; податковий контроль за відповідністю значних видатків фізичних осіб їх доходам; податковий контроль за своєчасним перерахуванням податкових платежів і виконання платіжних доручень та інкасових доручень; податковий контроль за правомірністю відшкодування сум непрямих податків з бюджету; організація та контроль за дотриманням податкових режимів.
В сферу податкового контролю не входить перевірка виконання фінансових вимог та правил економічного, а не юридичного характеру, хоча вони і впливають на фіскальні інтереси держави, але не належать до фінансово-правового регулювання (доцільність укладення цивільно-правових та трудових договорів, планування прибутку, управління цінними паперами, дотримання імпортних та експортних квот та інше). Податковий контроль за приватним сектором економіки зачіпає тільки сферу виконання грошових зобов'язань перед державою (сплата податків та інших обов'язкових платежів), дотримання законності та цільового використання податкових пільг, дотримання встановлених державою правил ведення бухгалтерського обліку, а також виконання законних вимог уповноважених органів держави відносно надання фінансової документації.
Податковий контроль охоплює всю систему оподаткування, здійснюється в розрізі окремих податків, груп платників податків, територій, пронизує економіку по вертикалі та горизонталі, забезпечує дотримання правил бухгалтерського обліку та звітності, податкового законодавства України, що дозволяє провести його класифікацію за видами та способами здійснення.
Під видом податкового контролю розуміється його різновид, тип, частина. Поділ податкового контролю на види являє собою його класифікацію. Класифікація податкового контролю здійснюється на підставі виділення загальних ознак та взаємозв'язків всередині кожного елемента податкового контролю.

## Класифікація
Виділяють наступні критерії класифікації й, відповідно, види податкового контролю:
- за часом проведення: попередній, поточний та наступний;
- в залежності від джерела отримання інформації: документальний, фактичний та зустрічний;
- в залежності від місця проведення контрольних дій: камеральний та виїзний.
- за періодичністю проведення: плановий та позаплановий;
- в залежності від суб'єктів, які здійснюють контрольну діяльність:
  - податковий контроль, який здійснюється органами державної податкової служби;
  - податковий контроль, який здійснюється органами державної митної служби.
- в залежності від статусу підконтрольних суб'єктів можна виділити: податковий контроль юридичних осіб; податковий контроль фізичних осіб — суб'єктів підприємницької діяльності; податковий контроль фізичних осіб;
- за обсягом контрольної діяльності: комплексний та тематичний;
- в залежності від об'єкта контролю:
  - податковий контроль за визначенням нарахованих та сплачених податкових зобов'язань по податкам та зборам;
  - податковий контроль за використанням податкових пільг та систем оподаткування;
  - податковий контроль за постановкою на облік та перевірка основних реквізитів платника податку;
  - податковий контроль за касовою дисципліною платника податків, здійсненням розрахунків в готівковій та безготівковій формі;
  - податковий контроль в сфері зовнішньоекономічної діяльності та експортно-імпортних операцій;
  - податковий контроль щодо наявності ліцензій, дозволів, патентів;
- за ступенем охоплення предметів контролю: повний та вибірковий;

Наведена класифікація видів податкового контролю показує наскільки багатогранною та складною є система сучасного податкового контролю.
Під способом податкового контролю розуміється зовнішнє вираження практичної реалізації контрольної діяльності контролюючих органів. Податковий кодекс України у статті 62 встановлює наступні способи здійснення податкового контролю:
- ведення обліку платників податків;
- інформаційно-аналітичне забезпечення діяльності органів державної податкової служби;
- перевірки та звірки.